# Вимодроне
Вимодроне (итал. Vimodrone) је насеље у Италији у округу Милано, региону Ломбардија.
Према процени из 2011. у насељу је живело 16183 становника. Насеље се налази на надморској висини од 129 м.

## Становништво
| 1931. | 1936. | 1951. | 1961. | 1971.  | 1981.  | 1991.  | 2001.  | 2011.  |
| ----- | ----- | ----- | ----- | ------ | ------ | ------ | ------ | ------ |
| 3.126 | 3.522 | 4.122 | 9.072 | 11.404 | 14.243 | 14.700 | 13.868 | 16.426 |